# Ołdrzychów
Ołdrzychów (deutsch Ullersdorf a. Queis) ist ein Dorf und Stadtteil von Nowogrodziec (Naumburg a. Queis) im Powiat Bolesławiecki in der Woiwodschaft Niederschlesien in Polen.

## Geographie
Ołdrzychów liegt 1,7 Kilometer nordwestlich von Nowogrodziec am linken Ufer des Queis. Bis 1816 gehörte es zur Oberlausitz, anschließend wurde es der preußischen Provinz Schlesien angegliedert.

## Geschichte

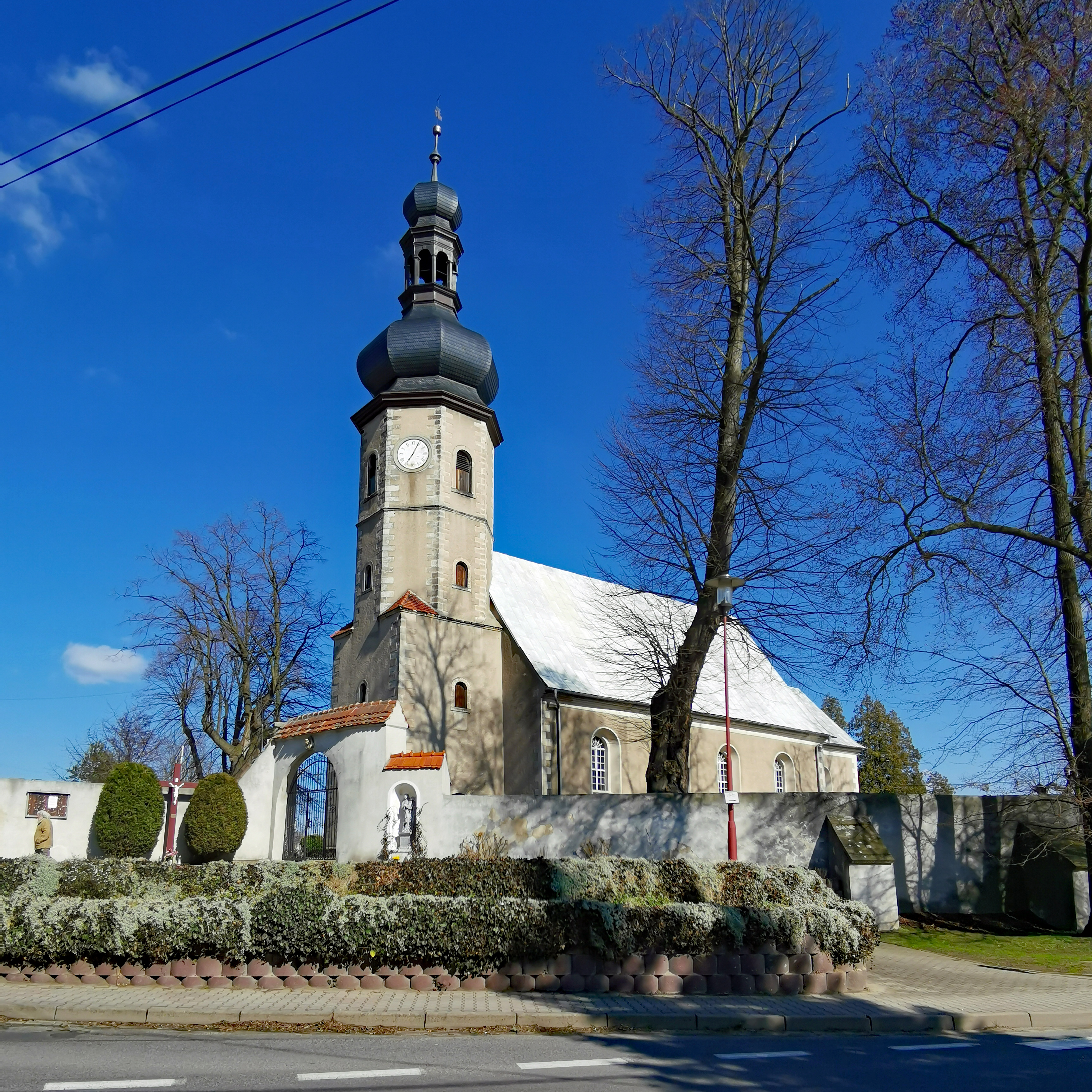
St.-Nikolaus-Kirche

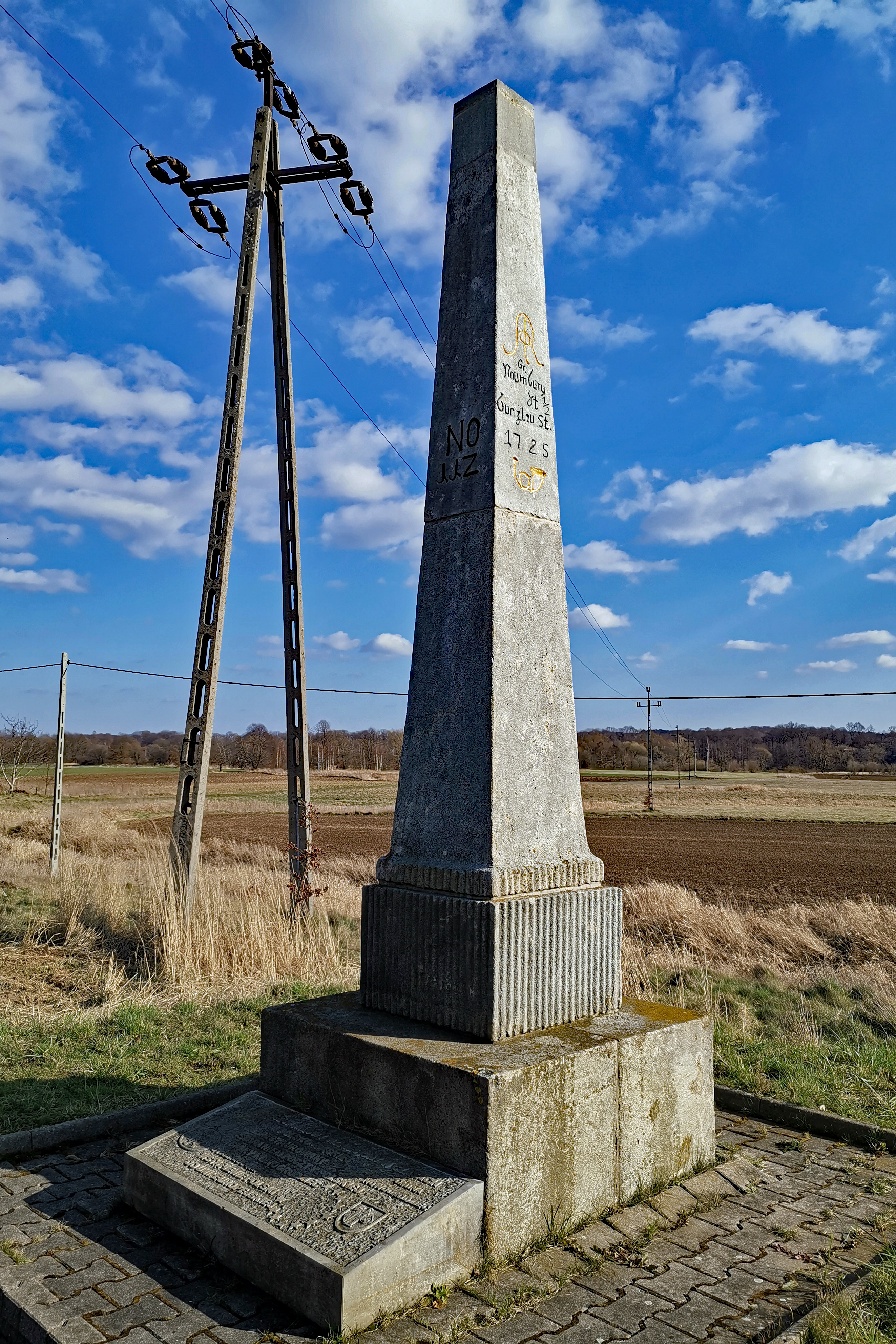
Kursächsische Ganzmeilensäule Nr. 112 von 1725

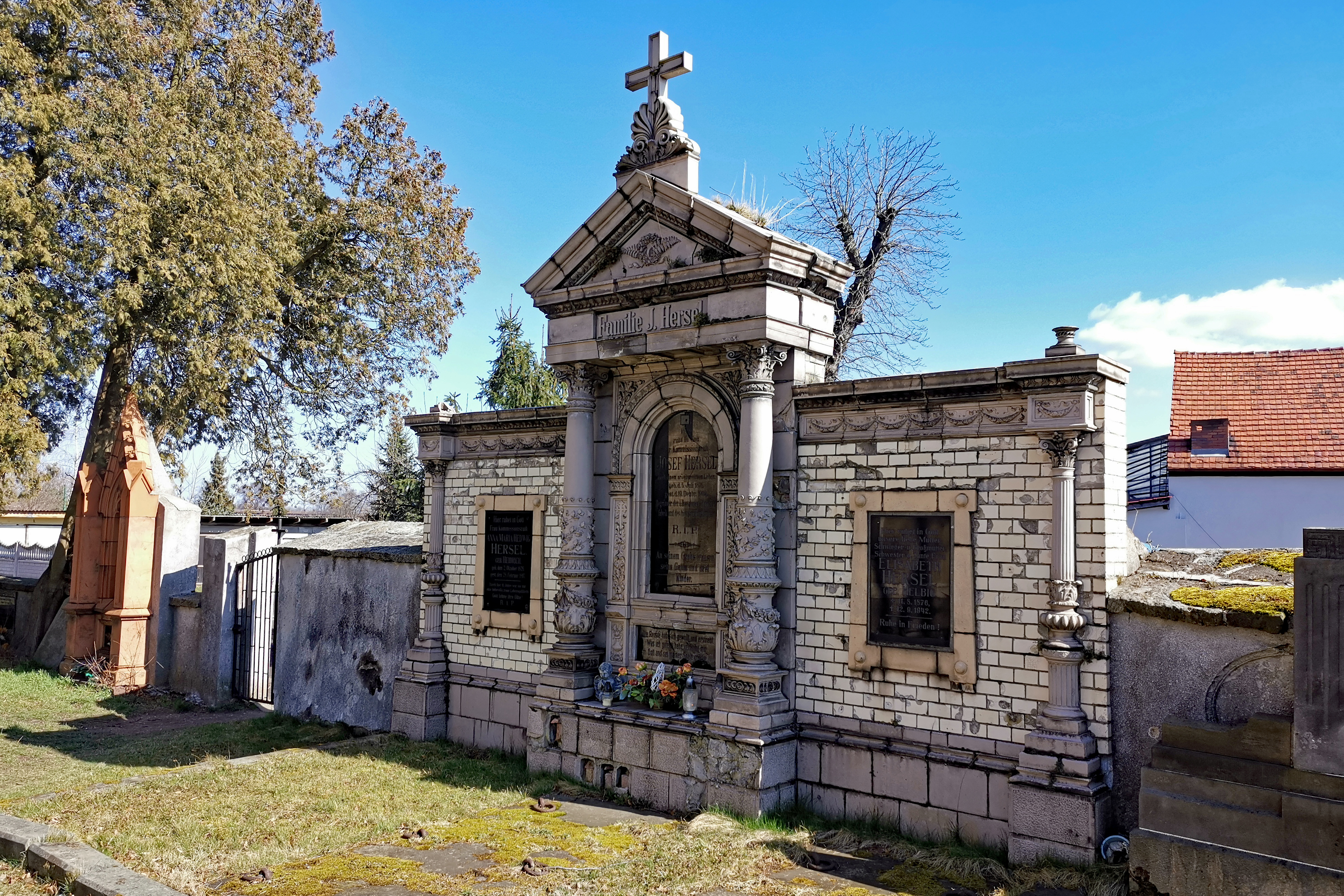
Grab des Begründers der Schamotte- und Tonwarenfabrik J Hersel

Archäologische Funde belegen eine Besiedlung des Gebiets in der jüngeren Steinzeit, der Bronze- und der Eisenzeit.
Um 1230 erfolgte die deutschrechtliche Umsetzung eines slawischen Fleckens, der 1305 erstmals als «Ulrichsdorf» erwähnt wurde. Die St.-Nikolaus-Kirche, die dem meißnischen Dekanat Lauban eingegliedert war, ist für das Jahr 1310 mit einem „Conradus plebanus in Ulrici villa“ belegt. 1410 gehörte Ullersdorf dem Heinze von Seibersdorf, der es in diesem Jahr an das Magdalenerinnenkloster Naumburg am Queis verkaufte. In dessen Besitz blieb es bis zur Säkularisation 1810.
Nach dem Wiener Kongress 1815 fiel Ullersdorf, das bis dahin zum Weichbild Lauban gehörte, zusammen mit der Ostoberlausitz an Preußen, von dem es an die Provinz Schlesien angeschlossen wurde. 1816 wurde es dem neu errichteten Landkreis Bunzlau eingegliedert. Der 1874 errichtete Amtsbezirk Ullersdorf a. Queis bestand aus den Landgemeinden Paritz und Ullersdorf a. Queis.
Von wirtschaftlicher Bedeutung waren ab der Mitte des 19. Jahrhunderts die reichen Tonlager, die der Löwenberg-Bunzlauer Kreidemulde zugerechnet werden. 1858 wurde ein Tonbergwerk für Porzellanerde errichtet, 1862 folgte ein Steinkohlebergwerk und 1864/1865 die Schamotte- und Tonwarenfabrik J Hersel, in der um 1880 rund 200 Arbeiter beschäftigt waren. Der Gründer Josef Hersel (1831–1904) ist auf dem Kirchhof begraben und stammt aus einer großen Ullersdorfer Bauernfamilie. Hersels Großvater Johann Anton Valentin Hersel (1765–1824) stammt aus Katholisch Hennersdorf. Um 1900 bestanden in Ullersdorf acht Brauntöpfereien. 1904 erhielt Ullersdorf Bahnanschluss an der Linie Hirschberg–Sagan. 1939 wurden 970 Einwohner gezählt.
Als Folge des Zweiten Weltkriegs fiel Ullersdorf 1945 mit dem größten Teil Schlesiens an Polen und wurde in «Ołdrzychów» umbenannt. Die deutsche Bevölkerung wurde, soweit sie nicht schon vorher geflohen war, weitgehend vertrieben. Die neu angesiedelten Bewohner waren zum Teil Vertriebene aus Ostpolen. 1959 wurde Ołdrzychów nach Nowogrodziec eingemeindet. 1975–1998 gehörte Ołdrzychów zur Woiwodschaft Jelenia Góra. 1996 wurde die Bahnverbindung aufgelöst.

## Sehenswürdigkeiten
- Die St.-Nikolaus-Kirche wurde erstmals 1310 erwähnt[2].
- Die letzte Kursächsische Postmeilensäule mit der Nr. 112 (Zählung ab Leipzig) im Zuge der Via Regia, steht unweit der alten Grenze der Oberlausitz und Schlesiens (Queis-Brücke), in Form einer Ganzmeilensäule von 1725, welche aus Anlass des EU-Beitritts von Polen 2004 restauriert wurde.